# SEVEN (中島美嘉單曲)
《SEVEN》，日本女歌手中島美嘉的第11張單曲。2004年4月7日發行。

## 概述
- 音樂錄像帶預定於戶外的車上拍攝，但實際是在攝影室的車中拍攝，其後再以CG合成出映像。

## 收錄曲

### CD
（全編曲：COLDFEET）
1. SEVEN
  - 作詞: 中島美嘉／作曲: Lori Fine
  - Kanebo化妝品「KATE」廣告歌
2. SEVEN（COLDFEET Remix）
3. Venus in The Dark（COLDFEET Remix）
  - 作詞: 中島美嘉／作曲: 岡野泰也
4. SEVEN（Instrumental）

### 黑膠唱片
A面
1. SEVEN
2. Venus In The Dark（COLDFEET Remix）

B面
1. SEVEN（COLDFEET Remix）